# Ẩm thực Palestine

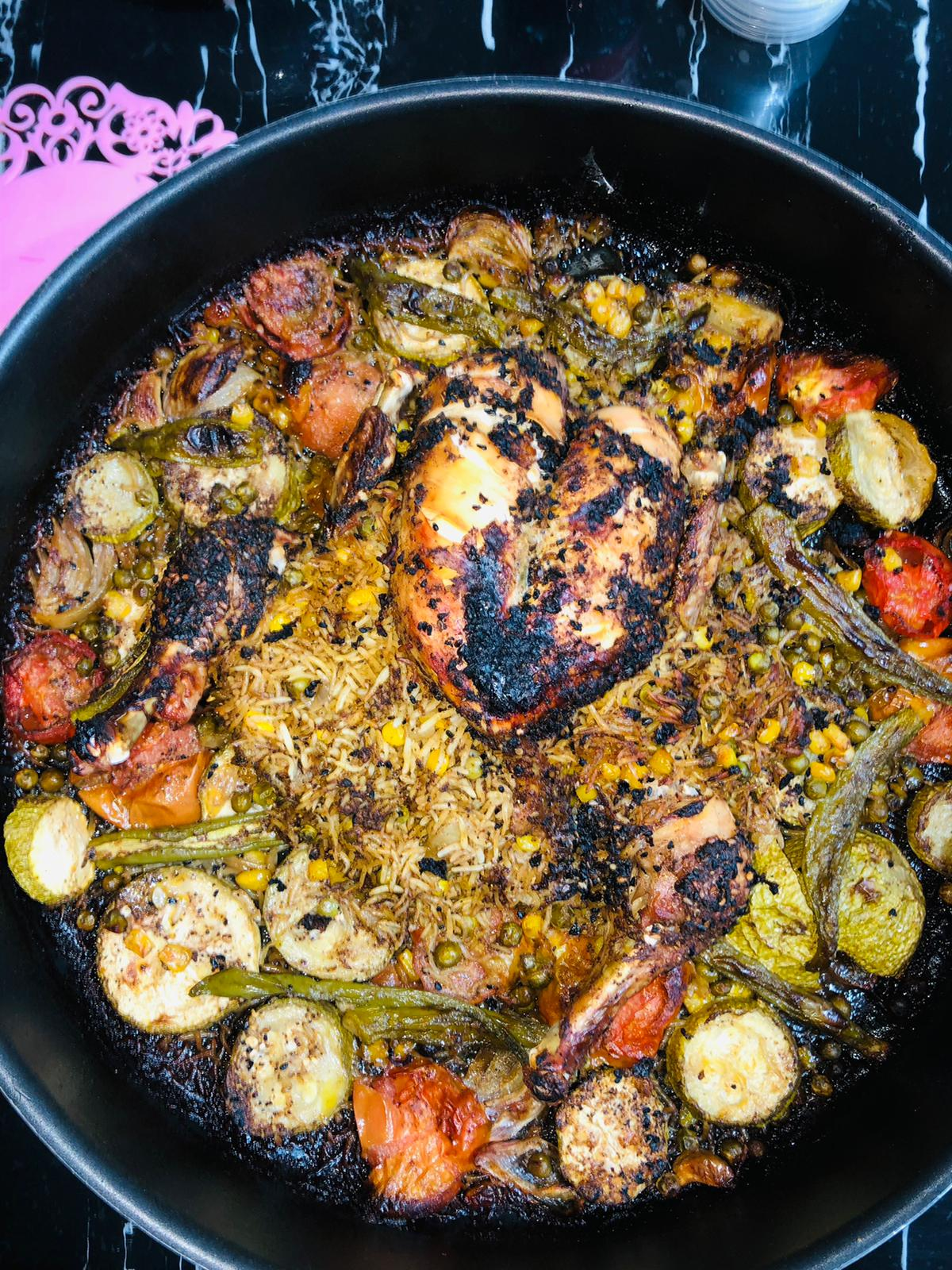
Một món ăn kiểu Palestine

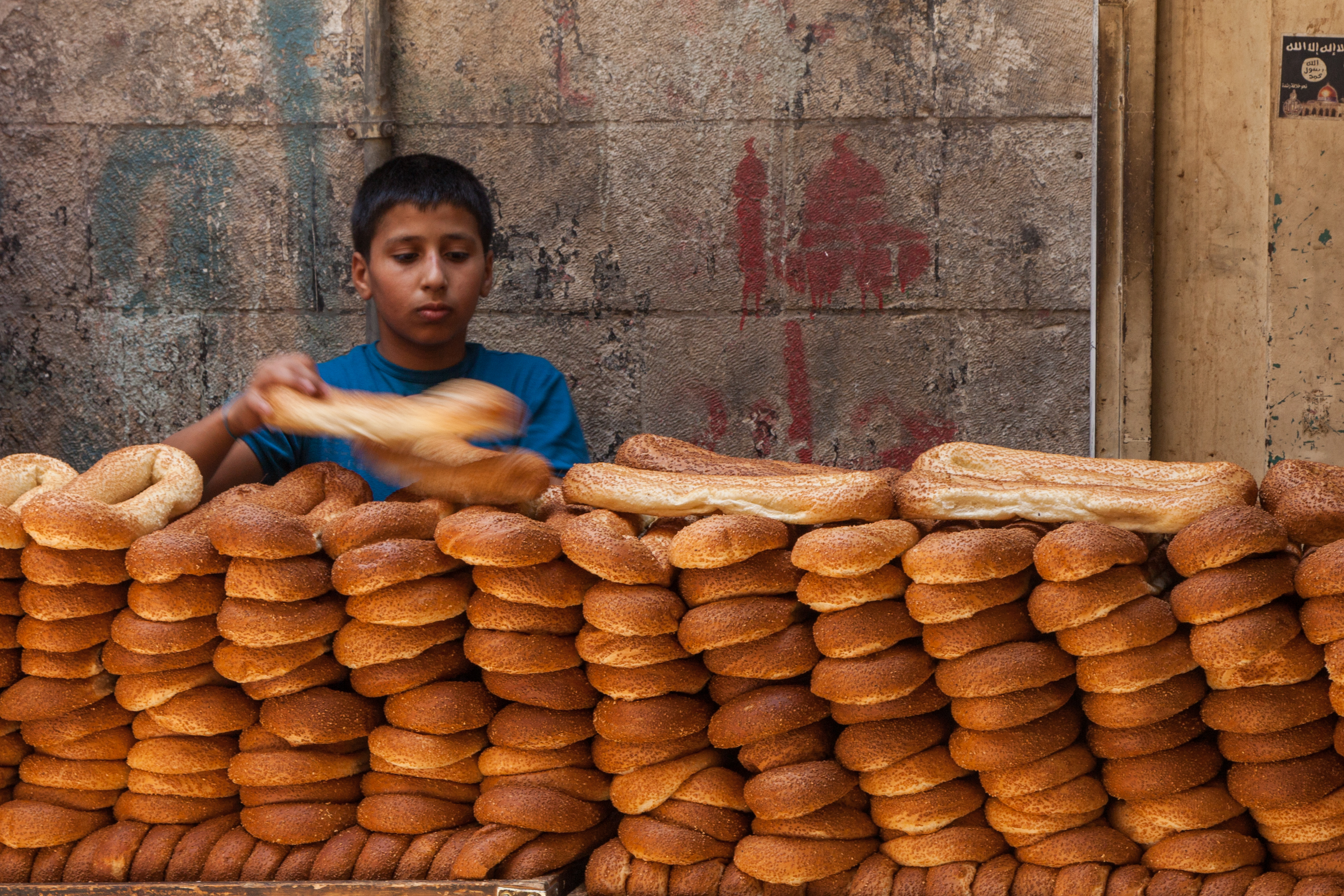
Bánh mì trên đường phố ở Palestin

Ẩm thực Palestine bao gồm các loại thực phẩm, cách chế biến, các món ăn và thưởng thức của người Palestine, cho dù là ở tại Palestine, hay ở Israel, Jordan, các trại tị nạn ở các quốc gia lân cận hay của cộng đồng người Palestine ở khắp nơi. Ẩm thực Palestin có sự tương tự như các nền ẩm thực Levant khác như ẩm thực Lebanon, ẩm thực Syria và ẩm thực Jordan. Các món ăn hiện đại của người Syria-Palestine thường bị ảnh hưởng từ ba nhóm Hồi giáo lớn là người Ả Rập, người Ả Rập chịu ảnh hưởng của Iran (Iraq) và Thổ Nhĩ Kỳ. Ẩm thực Palestine được biết đến là các loại nông sản địa phương, những loại rau gia vị tươi ngon và sự cân bằng của các thành phần trong mỗi món ăn cùng với phong cách nấu ăn thể hiện sự trân trọng truyền thống và các tục lệ cổ xưa. 
Cơm và các biến tấu của kibbee rất phổ biến ở Galilê, còn ở Bờ Tây trong các bữa ăn chính thì sử dụng bánh mì Taboon, cơm và thịt, và cư dân đồng bằng ven biển thường ăn cá, các loại hải sản khác và đậu lăng. Ẩm thực ở dải Gaza là một biến tấu của ẩm thực Levant, nhưng đa dạng hơn về hải sản và gia vị, cư dân sinh sống ở dải Gaza cũng ăn rất nhiều ớt. Cà phê được nhâm nhi suốt cả ngày tại Palestine trong khi đó dân cư ở đây lại không uống rượu, tuy nhiên, một số đồ uống có cồn như arak hoặc bia được những người theo đạo Thiên chúa dùng, đây là một loại rượu có vị hồi, được trộn với nước để pha loãng và tạo thành màu trắng sữa. Musakhan là một món ăn chính rất phổ biến có nguồn gốc từ khu vực Jenin và Tulkarm ở phía Bắc của Bờ Tây. Thành phần chính của món này là bánh mỳ Taboon, ở trên rắc hành tây thái nhỏ, sumac, nghệ tây và hạt tiêu